# Acer hyrcanum
Acer hyrcanum là một loài thực vật có hoa trong họ Bồ hòn. Loài này được Fisch. & C.A.Mey. mô tả khoa học đầu tiên năm 1838.